# Episodi di Lethal Weapon (prima stagione)
La prima stagione della serie televisiva Lethal Weapon è andata in onda sulla rete statunitense Fox dal 21 settembre 2016 al 15 marzo 2017.
In Italia, la stagione viene trasmessa dal 5 dicembre 2016 al 12 giugno 2017 su Italia 1.
| n° | Titolo originale            | Titolo italiano         | Prima TV USA      | Prima TV Italia  |
| -- | --------------------------- | ----------------------- | ----------------- | ---------------- |
| 1  | Pilot                       | Il nuovo partner        | 21 settembre 2016 | 5 dicembre 2016  |
| 2  | Surf N Turf                 | Danni collaterali       | 28 settembre 2016 | 5 dicembre 2016  |
| 3  | Best Buds                   | I migliori amici        | 5 ottobre 2016    | 5 dicembre 2016  |
| 4  | There Goes the Neighborhood | Addio quartieri alti    | 12 ottobre 2016   | 12 dicembre 2016 |
| 5  | Spilt Milk                  | Latte versato           | 19 ottobre 2016   | 12 dicembre 2016 |
| 6  | Ties That Bind              | Legami che uniscono     | 9 novembre 2016   | 12 dicembre 2016 |
| 7  | Fashion Police              | Oltraggio alla moda     | 16 novembre 2016  | 19 dicembre 2016 |
| 8  | Can I Get a Witness?        | Vorrei un testimone     | 30 novembre 2016  | 19 dicembre 2016 |
| 9  | Jingle Bell Glock           | Jingle Bell Glock       | 7 dicembre 2016   | 19 dicembre 2016 |
| 10 | Homebodies                  | Strada a doppio senso   | 4 gennaio 2017    | 29 maggio 2017   |
| 11 | Lawmen                      | Integrità               | 11 gennaio 2017   | 29 maggio 2017   |
| 12 | Brotherly Love              | Amore fraterno          | 18 gennaio 2017   | 29 maggio 2017   |
| 13 | The Seal is Broken          | Peccatori               | 25 gennaio 2017   | 5 giugno 2017    |
| 14 | The Murtaugh File           | La cartella di Murtaugh | 8 febbraio 2017   | 5 giugno 2017    |
| 15 | As Good As It Getz          | L'architetto            | 15 febbraio 2017  | 5 giugno 2017    |
| 16 | Unnecessary Roughness       | Sogni di gloria         | 22 febbraio 2017  | 12 giugno 2017   |
| 17 | A Problem Like Maria        | Scomparsa               | 8 marzo 2017      | 12 giugno 2017   |
| 18 | Commencement                | L'inizio                | 15 marzo 2017     | 12 giugno 2017   |

## Il nuovo partner
- Titolo originale: Pilot
- Diretto da: McG
- Scritto da: Matt Miller e Shane Black (soggetto); Matt Miller (sceneggiatura)

### Trama
Dopo la morte di sua moglie, Martin Riggs, inquieto ex-militare dei SEAL dalle tendenze suicide, viene trasferito al dipartimento di polizia di Los Angeles, dove fa coppia col più tranquillo Roger Murtaugh, reduce da un attacco cardiaco. I due, indagando su un presunto suicidio, risolvono un caso di omicidio e rapimento provocando danni ingenti alla città.

## Danni collaterali
- Titolo originale: Surf N Turf
- Diretto da: McG
- Scritto da: Matt Miller

### Trama
Indagando su una sparatoria nella villa di un pugile, Riggs e Murtaugh scoprono che una ragazza incinta che è riuscita a scappare era la vittima designata. Riggs prende particolarmente a cuore il caso, che porta la coppia a scontrarsi con dei pericolosi trafficanti d'armi. Intanto Trish comincia a temere per l'incolumità di suo marito e si fa promettere da Riggs che, a fine turno, lo farà tornare sempre a casa.